# 소정방
소정방(蘇定方, 592년 ~ 667년)은 당나라의 장군이다. 소열(蘇烈)이 본명이지만, 자인 정방으로 더 알려져 있다. 기주(冀州) 무읍현(武邑縣) 사람이다. 환갑을 넘겨서야 주목받았다. 강행군과 속공을 구사하여 서돌궐, 사결, 백제의 세 나라를 멸하고 그 왕을 모두 생포하였다. 고구려의 평양까지 공격하였으며 노환으로 중국에서 병사했다.

## 생애

### 수말당초와 긴 무명기
어린 시절부터 날래고 사나우며 과감한 데다 담력이 절륜하여 10여 살부터 아버지 소옹(蘇邕)을 따라 수나라 말기에 일어난 마을의 도적을 토벌하였다. 아버지가 죽자 그 무리를 대신 이끌어서 도적 장금칭(張金稱)과 양공경(楊公卿)을 격파하니 마을 사람들은 소정방을 의지하였다. 후에 두건덕을 섬겼고 그의 부하 장수 고아현(高雅賢)의 눈에 들어 양자가 되었다. 두건덕 사후에도 유흑달(劉黑闥) 밑에서 여러 전공을 세웠다. 유흑달과 고아현이 당나라에 패해 모두 죽자 고향으로 돌아왔다.
630년(정관 4년) 당나라의 광도부 절충(匡道府折衝)이 되어 이정의 지휘 하에 적구(磧口)에서 돌궐 힐리가한과 싸웠다. 소정방은 200명의 기병과 함께 선봉에 서서 안개 속에서 이동하였다. 돌궐군과의 거리가 1리 정도 되었을 때 돌연 안개가 걷혀 본진이 보이길래 냅다 쳐서 약 100명을 죽였다. 힐리가한과 그 부인이자 수나라의 공주였던 의성공주(義成公主)와 병사들은 놀라서 흩어져 달아났다. 미처 도망가지 못한 자들은 모두 항복했다. 이 공으로 좌무후중랑장(左武候中郎將)이 되었다. 영휘 연간에 좌위훈일부중랑장(左衛勳一府―)으로 옮겼다.

### 노년에 온 기회
655년 정명진(程名振)과 함께 적은 병사로 요수를 넘어 고구려를 습격했다. 고구려군이 얕보고 귀단수(貴端水)를 건너와 역공하기에 분전하여 천여 명을 죽이거나 사로잡고, 그 외곽과 촌락을 불태우고 돌아왔다. 그래서 우둔위장군(右屯衛將軍)에 오르고 임청현공(臨淸縣公)에 봉해졌다.
656년(현경 원년) 총산도대총관(葱山道―) 좌위대장군 정지절(程知節)의 서돌궐 정벌에 선봉으로 종군했다. 서돌궐의 가한 아사나하로(阿史那賀魯, 사발라가한)는 20,000명의 기병을 응사천(鷹娑川)으로 보내 막으며 소해정(蘇海政)과 공방을 벌였다. 여기에 돌궐의 부족 서니시(鼠尼施) 등 2만여 기병이 추가로 더 오고 있었다. 소정방은 작은 고개를 사이에 두고 잠시 쉬다가 먼지가 일어나는 것을 보고는 500명의 기병으로 돌격하여 서돌궐군을 크게 무너트렸다.

### 왕문도의 시샘
부대총관 왕문도가 그 공을 시기하여 정지절에게 건의하기를 “비록 이번에 승리를 거두기는 했지만 관군 역시 사상자가 많으니, 지금부터 방진(方陣)을 짜서 치중대는 안쪽에 배치하고 갑옷을 갖춰 입은 채 수비하고 있어야 적이 와도 바로 응할 수 있어 스스로 만전을 보장할 수 있습니다.”라고 하였다. 또 황제의 명령을 거짓으로 꾸며 정지절이 자신의 용맹을 믿고 경솔하니 왕문도로 하여금 절제를 시켰다고 속였다. 정지절이 이에 넘어가서 더 깊이 행군하지 않았다.
종일토록 말을 타고 임전태세로 대기하니 말들은 말라 죽고 병사들은 피폐해졌다. 소정방은 오히려 패하게 생겼다며 문제를 제기하고 당장 왕문도를 가두라고 항의하였으나 먹히지 않았다. 한편 달독성(怛篤城)이 항복했다. 왕문도는 그들이 잠시 당군을 피하려는 것일 뿐 돌아가면 다시 적이 될 것이라며 모두 죽이고 재물을 취해야 한다고 했다. 반면에 소정방은 스스로 적을 만드는 행위이니 어떻게 정벌에 성공할 수 있겠냐며 반대했다. 그러나 역시 무시되었다. 약탈한 재물을 분배할 때 소정방만이 유일하게 한푼도 취하지 않았다. 이후 귀환하자 왕문도는 죽을 죄가 당연했지만 서민으로만 강등되었다.

### 서돌궐 정벌
657년 다시 서돌궐을 정벌하는데 이려도행군대총관(伊麗道―)으로 발탁되었다. 당나라와 회흘(迴紇)의 혼성부대를 조직하여 임아상(任雅相)과 회흘의 파윤(婆潤)을 부총관으로 삼았다. 당나라와 협력하던 돌궐 출신의 아사나미사(阿史那彌射)와 아사나보진(阿史那步眞)도 유사도안무대사(流沙道安撫大使)가 되어 남쪽에서 별도로 따라갔다. 먼저 금산(金山) 북쪽의 처목곤(處木昆) 부락을 쳐부수니 그 사근(俟斤) 난독록(嬾獨祿)이 만여 장(帳)을 거느리고 투항하였다. 이들을 위무하고 그중 1,000명의 기병을 더한 후 돌기시부(突騎施部)로 나아갔다.
아사나하로는 10성 부락의 병마를 동원하여 100,000명으로 예질하(曳咥河)에서 맞섰는데 소정방군이 10,000여 명밖에 없음을 보고는 가벼이 여기며 포위했다. 소정방은 장창보병으로 언덕에서 밀집대형을 갖추게 하고 자신은 친히 기병을 이끌고 그 북쪽에 대기했다. 서돌궐군이 먼저 3번 들이쳐왔으나 대오는 흩어지지 않았고 승세를 탄 소정방이 기병으로 역습하여 크게 이겼다.다음날 부대를 정비하고 다시 진격하자 호록옥(胡祿屋) 과 5노실필(弩失畢)이 모두 항복했고, 나머지 5돌륙(咄陸)의 부락들마저 이 소식을 듣고는 남쪽의 아사나보진에게 투항하였다. 이로써 서쪽 번(蕃)을 평정했다.

### 아사나하로 생포
아사나하로와 그 아들 아사나질운(阿史那咥運)은 본진의 남은 무리를 이끌고 도주했다. 소정방도 계속 따라가려 했는데 많은 눈이 내리는 바람에 장수들이 잠시 쉬기를 청하였다. 하지만 아사나하로도 눈을 믿고 당군이 오지 않을 것이라 여길테니 지금 쉬면 잡지 못할 것이라 하고 오히려 행군을 더 재촉했다. 쌍하(雙河)에 이르러 아사나미사, 아사나보진과 합군하고 금아산(金牙山)으로 접근했다. 아사나하로가 방심하고 사냥하려 할 때에 병사를 한꺼번에 풀어 크게 깨트리고 수만 명을 사로잡았다.
아나사하로 부자는 이려수(伊麗水, 지금의 이리허(伊犁河))를 넘어 석국(石國, 지금의 타슈켄트)의 소돌성(蘇咄城)까지 다시 내달렀지만 그 성주 이열달간(伊涅達干)의 협조로 소정방의 부장(副將) 소사업(蕭嗣業)과 아사나미사의 아들 아사나원상(阿史那元爽)에게 마침내 사로잡혔다. 전후 역과 초소를 설치하고 길을 닦고 주민들의 생업을 도와 어려움과 괴로움을 달래고 시신을 수습하여 돌아왔다. 고종은 그곳에 주현(州縣)을 설치하여 안서도호부에 예속시키고, 소정방을 좌효위대장군(左驍衛―)에 임명하고 형국공(邢國公)에 봉했으며, 아들 소경절(蘇慶節) 또한 무읍현공(武邑縣公)에 봉했다.

### 사결 정벌
659년 사결(思結)의 궐사근(闕俟斤) 도만(都曼)이 여러 호(胡)를 진정시키고 소륵(疏勒), 주구파(朱俱波, 朱俱般 등), 갈반타(喝槃陀, 喝盤陀 등. 지금의 타스쿠얼간(塔什庫爾幹))의 세 나라와 함께 당에 반기를 들었기에 안무대사가 되어 그 토벌을 명받았다. 엽엽수(葉葉水)에 당도하자 사결은 마두천(馬頭川)을 지켰다. 이에 엄선한 병사 10,000명과 말 3,000필로 하루 만에 300리를 강행군하여 사결의 본거지에서 서쪽으로 10리 떨어진 곳까지 갔다. 크게 놀란 도만이 급히 성문 밖에서 요격했으나 실패하고 마보성(馬保城)으로 퇴각했다. 이내 후속부대와 함께 성을 포위하자 도만이 가망이 없음을 알고 항복했다. 소정방은 도만을 살려줄 것을 청했고 고종은 이를 허락했다. 이로써 총령 서쪽까지 모두 평정되었다. 이 공으로 형주(邢州) 거록진읍(鉅鹿眞邑)의 500호를 식읍으로 더하고 좌무위대장군(左武衛―)에 올랐다.

### 백제 공략
660년 3월(음력) 신구우이마한웅진(神丘嵎夷馬韓熊津) 등 14도대총관을 제수받고 신라와 연합군을 편성하여 백제를 토벌할 것을 명받았다. 6월(음력) 13만 명의 병력으로 산둥반도의 성산(成山, 지금의 산둥성 룽청 시)에서 황해를 건너 덕물도에 닿았다. 신라의 태자 김법민(훗날 문무왕)과 작전을 수립하여 당나라는 해로를, 신라는 육로를 통해 양쪽에서 백제의 수도 사비로 곧장 들어가기로 하였다.
백제군이 웅진강 하구 기벌포에 주둔하고 있었으므로 동쪽 해안의 갯벌에 버드나무로 엮은 자리를 깔고 우회 상륙했다. 산에 진을 치고 서로 격렬하게 싸우니 돛이 바다를 뒤덮어 계속 이어졌다. 백제군이 패하여 수천 명이 죽고 나머지는 뿔뿔이 흩어져 달아났다. 마침 밀물이 차올라 배들은 노를 빠르게 저으며 잇따라 강으로 들어가고, 육군도 북을 치고 고함을 지르며 함께 진격하였다. 사비성이 20리 정도 남았을 때 백제군이 나라를 기울여 전력으로 맞서온 것도 물리치고 만여 명을 사로잡거나 죽였다. 곧바로 추격하여 외성까지 들어가니 의자왕과 태자는 웅진으로 도주했고 소정방은 내성을 포위했다.
이 틈을 타 의자왕의 차남 부여태가 스스로 왕을 칭했다. 적손 부여문사는 ‘왕과 태자가 비록 성을 나갔어도 숙부가 멋대로 왕을 칭했으니 당군이 물러나면 우리 부자(父子)는 안전하지 못할 것’이라며 그 측근을 데리고 성 아래로 내려갔다. 여기에 많은 사람들이 따라갔는데 부여태도 말릴 수 없었다. 소정방이 병사에게 명을 내려 성에 올라 당나라 깃발을 꽂게 하니 마침내 부여태는 성문을 열고 항복했다. 예군(禰軍)과 예식(禰植) 형제는 의자왕과 태자를 잡아 왔고, 다른 성주(城主)들도 모두 투항했다.

### 황혼
소정방이 멸망시킨 나라가 세 나라이고 그 왕을 모두 생포했으며 하사받은 진귀한 보물은 이루 헤아릴 수 없었다. 그 아들 소경절이 상련봉어(尙輦奉御)까지 올랐다. 661년(용삭 원년) 제2차 여당전쟁에 평양도행군대총관으로서 6부대 중 1부대로 참전하였다. 황해를 건너 곧장 고구려의 수도 평양으로 나아갔다. 8월(음력) 패강(浿江, 지금의 대동강) 하구의 위도(葦島)에서 고구려군을 파하고 마읍산(馬邑山)을 빼앗아 군영을 세우고 평양성을 포위했다.
철륵의 반란으로 2개 부대가 철수하면서 전황이 어려워지고 보급선도 끊겼다. 이 해 겨울은 유난히 추워서 패강이 얼은 덕분에 각종 공성병기로 사방에서 공격하였음에도 성과를 거두지 못했다. 662년 2월(음력) 신라에게서 쌀 4,000섬과 조 22,000섬을 보급받았지만 다른 부대의 지휘관 임아상과 방효태(龐孝泰)가 전사하고 많은 눈까지 내리면서 더 이상 작전을 지속할 수 없어 철군했다. 663년 양주안집대사(涼州安集大使)를 받고 토욕혼(토곡혼)을 도와 토번과도 싸웠다. 667년(건봉 2년)에 죽으니 나이 76세였다. 좌효위대장군 유주 도독(幽州都督)을 추증하고 시호는 장(莊)이라 했다.

## 여담
- 소정방이 신라 상주에서 독살됐다는 이야기가 있다. 소정방이 백제와 고구려를 치고 또 신라까지 치려고 했는데, 김유신이 그 음모를 간파하여 당나라 군사에게 잔치를 베풀면서 독주를 먹여 모두 죽이고 구덩이에 묻었으며, 그 자리에 있는 다리가 당교(唐橋)라는 내용이다.(삼국유사 기재, 신라고기 인용)

- 소정방은 사당에 모셔지기도 했는데,[22] 이는 나당전쟁 이후 당나라와의 관계가 개선되고 옛 백제에 대한 안정적 지배를 위한 정치적 과정에서 생긴 것으로 보인다.[23]

고려 시대에는 국가에서 중요하게 여겨 봄가을로 보낸 사신이 소정방을 모시는 사당에서 제사를 지냈다.
- 부여군에는 소정방이 백제를 공격할 때 비바람을 멈추기 위하여 백마를 미끼로 용을 낚았다는 조룡대(釣龍臺)가 있다. 그리고 그 강은 백마강이라 한다.[25]

## 가계
- 부 : 소옹(蘇邕)
  - 무신 : 소정방
    - 자 : 소경절(蘇慶節)

## 소정방이 등장하는 작품
- 《원효대사》 (KBS, 1986년~1986년, 배우 : 김윤형)
- 《삼국기》, KBS, 1992년 ~ 1993년, 배우 : 김윤형
- 《연개소문》, SBS, 2006년 ~ 2007년, 배우 : 백인철
- 《대조영》, KBS, 2006년 ~ 2007년, 배우 : 김기복
- 《대왕의 꿈》, KBS, 2012년 ~ 2013년, 배우 : 정흥채
- 《한국사기》(KBS, 2017년~2017년, 배우:데이비드 이

### 영화
- 《황산벌》, 이준익, 2003년, 배우 : 가오무춘

## 같이 보기
- 투르키스탄
- 신라의 백제 정벌
- 사수 전투
- 설인귀

## 참고 문헌
- 《구당서》83권 열전 제33 소정방
- 《신당서》111권 열전 제36 소정방